# Луговая (Вагайский район)
Луговая — деревня в Вагайском районе Тюменской области России. Входит в состав Дубровинского сельского поселения.

## География
Деревня находится на берегу реки Барташовка и озера Петраковское.  Автобусное сообщение.

## Население
| 2010 |
| ---- |
| 59   |